# 24 d'octubre
El 24 d'octubre és el dos-cents noranta-setè dia de l'any del calendari gregorià i el dos-cents noranta-vuitè en els anys de traspàs. Queden 68 dies per finalitzar l'any.

## Esdeveniments
Països Catalans
- 1137 - Osca (l'Aragó): els veïns de la ciutat juren fidelitat a Ramon Berenguer IV.
- 1149 - al-Mudhàffar lliura Lleida als comtes Ramon Berenguer IV de Barcelona i Ermengol VI d'Urgell.
- 1149 - Fraga i Mequinensa (el Baix Cinca): Ramon Berenguer IV conquereix aquestes viles.
- 1843 - Barcelona: Bombardeig de la ciutat des del Castell de Montjuïc i la Ciutadella.
- 1920 - Reus: S'inaugura definitivament el Teatre Bartrina, amb una conferència d'Eduard Toda i la representació de La justícia de l'abat, obra de Josep Martí Folguera.[1]
- 1928 - Barcelona: S'inaugura el Funicular de Montjuic.[2]
- 1936 - Catalunya: El  Parlament de la  Generalitat aprova el Decret de col·lectivitzacions amb l'objectiu de socialitzar l'economia.
- 1971 - seu de l'ONU (Nova York): Pau Casals aprofita el concert que hi dirigeix per donar a conèixer al món la situació de Catalunya amb el discurs I am a Catalan.

Resta del món
- 1745 - Castell de Fontainebleau: França signa amb el pretenent al tron britànic Carles Eduard Stuart el Tractat de Fontainebleau en el que fan una aliança militar contra Jordi II del Regne Unit.
- 1834 - Dulantzi (Quadrilla de Salvatierra, Àlaba): els carlins obtenen una victòria important a l'Acció de Dulantzi en el front del Nord de la Primera Guerra Carlina, ja que causen 1000 morts als liberals i aconsegueixen fer 2000 presoners.
- 1837 - Cantavella (Maestrat Aragonès): els carlins recuperen la vil·la al final del setge de Cantavella durant la Primera Guerra Carlina.
- 1929 - Nova York: Dijous negre a la borsa de Nova York. Comença el Crac del 29.
- 1945: a Nova York es crea l'ONU.
- 1946: una càmera fotogràfica a bord del coet V-2 n.º 13 (creat pels nazis per bombardejar Londres), ara en poder dels nord-americans, pren la primera fotografia de la Terra des de l'espai exterior.
- 1964 - Zàmbia proclama la seva independència.
- 2003 - Heathrow, Londres, Anglaterra: procedents de Nova York hi arriben els tres darrers avions Concorde en servei de British Airways; el 30 de maig del mateix any havien deixat de volar els d'Air France.[3]
- 2006 - Estats Units d'Amèrica: Taylor Swift llança el seu àlbum de debut homònim.

## Naixements
Països Catalans
- 1789 - Tàrrega: Ramon Carnicer i Batlle, compositor català d'òpera, mestre de música i l'autor de l'himne nacional de Xile.[4]
- 1876 - Sant Feliu de Guíxols: Josep Irla i Bosch, polític català, President de la Generalitat de Catalunya a l'exili.[5]
- 1886 - Barcelona: Emma Chacón i Lausaca, pianista i compositora catalana establerta al País Basc (m. 1972).[6]
- 1887 - Els Guiamets: Neus Català i Pallejà, supervivent del camp de concentració nazi de Ravensbrück i activista de la memòria històrica.[7]
- 1894 - Barcelona: Ferran Soldevila i Zubiburu fou un historiador i escriptor català (m. 1971).[8]
- 1896 - Santiago de Cuba: Emili Mira i López, psiquiatre català.[9]
- 1961 - Sagunt: Emilia Matallana Redondo, bioquímica espanyola, especialitzada en l'estudi de llevats enològics.
- 1980 - Alboraia: Anna Montañana i Gimeno, jugadora de bàsquet valenciana.[10]

Resta del món
- 1491 - Azpeitiaː Ignasi de Loiola, religiós. Fundador de la Companyia de Jesús i venerat com a sant per l'Església Catòlica.[11]
- 1503 - Lisboa, Portugal: Isabel de Portugal i d'Aragó, reina de les corones de Castella i d'Aragó i, més tard, emperadriu imperial (m. 1539).[12]
- 1732 - Rovigo: Cristina Roccati, física i poeta italiana, tercera dona a llicenciar-se en una universitat italiana (m. 1797).[13]
- 1734 - Sennwald, Suïssa: Anna Göldi, minyona suïssa, executada per bruixeria, exonerada al segle XXI (m. 1782).[14]
- 1764 - Berlín: Dorothea Veit, intel·lectual alemanya del romanticisme, escriptora, editora i traductora (m. 1839).[15]
- 1804 - Palau Reial de Portici, Portici: Lluïsa Carlota de Borbó-Dues Sicílies, la Infanta Carlota, princesa de les Dues Sicílies i infanta d'Espanya (m. 1844).[16]
- 1830 - Hastings: Marianne North, prolífica biòloga victoriana i artista botànica (m. 1890).[17]
- 1868 - París: Alexandra David-Neel, escriptora i exploradora francesa (m.1969).[18]
- 1886 -
  - Montevideo: Delmira Agustini, escriptora uruguaiana, una de les més importants de l'Amèrica Llatina.[19]
  - Gijón: Eleuterio Quintanilla Prieto, pedagog i anarcosindicalista, militant de la CNT, i membre del grup Orto de la FAI.
- 1887, Lausana, Suïssa: Victòria Eugènia de Battenberg, reina consort d'Espanya.[20]
- 1891 - Rafael Leónidas Trujillo Molina, militar i President la República Dominicana (1930-1961).[21]
- 1893 - Jacksonville, Florida, Estats Units: Merian C. Cooper, productor, guionista, realitzador i director de fotografia estatunidenc.[22]
- 1903 - París: Charlotte Perriand, arquitecta i dissenyadora de mobles francesa (m.1999).[23]
- 1906 - Viena: Marie-Louise von Motesiczky, pintora austríaca (m. 1996).[24]
- 1907 - Budapest: László Ladányi, poeta, escriptor, dramaturg i reporter.
- 1919 - Minneapolis (EUA): Calvin Mooers, científic nord-americà de la computació, conegut per la seva feina en la recuperació d'informació (m. 1994).[25]
- 1921 - Travnik, antiga Iugoslàvia: Sena Jurinac, soprano croatobosniana nacionalitzada austríaca (m. 2011).[26]
- 1925 - Imperia, Itàlia: Luciano Berio, compositor italià (m. 2003).[27]
- 1926 - Logronyo, La Rioja: Rafael Azcona, guionista espanyol (m. 2008).[28]
- 1928 - Valençun, França: Gilabèrt Nariòo, educador, traductor i escriptor occità.[29]
- 1931 - Txístopol: Sofia Gubaidúlina, compositora russotàtara, considerada entre els 50 millors compositors del món.[30]
- 1932 -
  - París: Pierre-Gilles de Gennes, físic francès, Premi Nobel de Física de l'any 1991 (m. 2007).[31]
  - Kingston, Ontario, Canadà: Robert Mundell, economista canadenc, Premi Nobel d'Economia de l'any 1999.[32]
- 1939 - Pittsburgh, Pennsilvània, Estats Units : F. Murray Abraham, actor estatunidenc.[33]
- 1942 - Medellín, Colòmbia: Fernando Vallejo, escriptor, assagista, biòleg i director de cine colombià.[34]
- 1947 - Saint Louis, Missouri: Kevin Kline, actor de teatre i cinema estatunidenc.[35]
- 1969 - Ciutat de Mèxic, Mèxic: Adela Noriega, actriz Mexicana.[36]
- 1975 - Springfield (Missouri): Melissa Hutchison, actriu de veu estatunidenca coneguda pel seu doblatge al videojoc The Walking Dead.[37][38]
- 1979 - Barakaldo: Silvia Intxaurrondo Alcaine, periodista basca.[39]
- 1989 - Göteborg, Suècia: PewDiePie, humorista suec.[40]

## Necrològiques
Països Catalans
- 1870 - Abadia de Fontfreda, Aude: Antoni Maria Claret i Clarà, religiós català, fundador dels Missioners Fills de l'Immaculat Cor de Maria (claretians) i de les Religioses de Maria Immaculada Missioneres Claretianes.[41]
- 1889 - Bétera, Camp de Túria: Vicent Wenceslau Querol i Campos, poeta valencià (n. 1837).[42]
- 1956 - València: Pepita Roca Salvador, guitarrista valenciana (n. 1897).[43]
- 1990 - Barcelona, Barcelonès: Salvador Torrell i Eulàlia fou un llibreter i editor català.[44]
- 1991 - Fredrikstad, Noruega: Jordi Tell i Novellas, arquitecte i activista polític català, que va desenvolupar la seva trajectòria a Catalunya, Alemanya, Mèxic i Noruega (n. 1907).[45]
- 2018 - València: Carmen Alborch Bataller, política, escriptora i professora universitària, Ministra de Cultura del Govern Espanyol (1993-1996) (n. 1947)[46]

Resta del món
- 1601 - Praga, Bohèmia: Tycho Brahe, astrònom danès. (n. 1546).[47]
- 1667 - Amsterdam (Països Baixos): enterrament de Gabriel Metsu, pintor neerlandès de Leiden (n. 1629).[48]
- 1783 - París: Jean le Rond d'Alembert, matemàtic i filòsof francès (n. 1717).[49]
- 1948 - Bad Ischl, Àustria: Franz Lehár, compositor austríac d'origen hongarès (n. 1870).[50]
- 1975 - Saint-Cloud, França: Cipriano Mera Sanz, paleta, combatent, i destacat militant anarcosindicalista.[51]
- 1981 - Los Angeles, Califòrnia, Estats Units: Edith Head, sastressa estatunidenca que va guanyar vuit Oscars al millor vestuari.[52]
- 1991 - Santa Mònica, Estats Units: Gene Roddenberry, conegut per ser el creador i impulsor de l'univers de ciència-ficció de Star Trek.[53]
- 2005 - Detroit: Rosa Parks, defensora dels drets civils dels negres als EUA (n. 1913)[54]
- 2012 - Estocolm, Suècia: Anita Björk, actriu sueca de teatre i cinema (n. 1923).[55]
- 2013 - Benidorm: Manolo Escobar, cantant de copla que també va treballar d'actor a pel·lícules folklòriques espanyoles (n. 1931).[56]
- 2015 - 
  - Boise, Idaho: Maureen O'Hara, actriu de cinema irlandesa (n. 1920).[57]
  - Rosa Francisca Fadul, advocada, funcionària i política dominicana (n. 1933).[58]
- 2017 - Harvey, Louisiana (EUA): Fats Domino, cantant, pianista i compositor estatunidenc (n. 1928).[59]

## Festes i commemoracions
- Santoral: sant Procle de Constantinoble, bisbe; Martirià d'Albenga, bisbe llegendari; Antoni Maria Claret, bisbe i fundador dels Missioners Fills de l'Immaculat Cor de Maria (claretians) i de les Religioses de Maria Immaculada Missioneres Claretianes; beat Luigi Guanella, fundador.
- Festa Local de Coboriu de la Llosa a la comarca de la Cerdanya
- Dia de les Nacions Unides
- Dia de la Biblioteca